# Birgitta Wåhlin
Birgitta Wåhlin, född 20 januari 1965 i Farsta församling i Stockholm, är en svensk före detta friidrottare (medeldistanslöpare) som tävlade för klubben IF Linden.

## Personliga rekord
- 1 500 meter - 4.22,44 (Stockholm 23 juli 1982)
- 3 000 meter - 9.08,87 (Budapest 10 augusti 1985)
- 5 000 meter - 16.17,53 (Mora 10 juli 1982)